# Комплекс виробництва добрив у Айн-Сохні (SCFP)
Комплекс  виробництва добрив у Айн-Сохні (SCFP) – підприємство єгипетської хімічної промисловості, споруджене у промисловій зоні біля червономорського порту Айн-Сохна.
В 2005 році у індустріальній зоні Айн-Сохна почав роботу завод з виробництва добрив компанії Suez Company For Fertilizers Production (SCFP), якою майже одноосібно – 99,88% участі – володіє Egyptian Financial and Industrial Company. Остання переважно контролюється державним капіталом (зокрема, компаніями Metallurgical Industries Holding та Midfert Egypt for Investments з частками у 27,1% та 25,1% відповідно), хоча біля 16% її акцій належать приватним особам, а 5% - інвестиційному фонду Saudi Egyptian for Industrial Investments.
Комплекс заводу, зокрема, включає лінії з виробництва:
- сульфатної кислоти річною продуктивністю 425 тисяч тон;
- порошкового суперфосфату потужністю 300 тисяч тон;
- сульфату аммонію потужністю 300 тисяч тон;
- дикальцій фосфату потужністю 20 тисяч тон.
Отриманий суперфосфат може проходити через лінію гранулювання (річна потужність 150 тисяч тон), крім того, завод спроможний випускати змішані азотно-фосфорні добрива (NPK, річна потужність 50 тисяч тон).
Фосфатна руда надходить з єгипетських копалень, тоді як сірка імпортується (передусім з Саудівської Аравії, Ірану чи Росії). Аміак для виробництва сульфату аммонію отримують із розташованого на сусідньому майданчику заводу азотних добрив компанії EFC.
Технологічний процес передбачає спалювання сірки, що дозволяє за рахунок утилізації тепла живити парову турбіну потужністю 12 МВт.
У середині 2010-х планувалось розширення заводі із встановленням двох нових ліній порошкового суперфосфату річною потужністю по 350 тисяч тон. Втім, у підсумку одну з них перепризначили для заводу добрив у Асьюті, тоді як запуску другої перешкоджала відсутність адекватного виробництва  сульфатної кислоти. Таким чином, нова лінія могла використовуватись лише для заміни старих потужностей.